# Nationalparks in Nordmazedonien
Es gibt drei Nationalparks in Nordmazedonien, die alle von der Weltnaturschutzunion (IUCN) anerkannt sind. Sie liegen im Westen des Landes.
Alle drei Nationalparks sind, infolge fehlender Finanzen, vernachlässigt und in ihrem Bestand bedroht. So müssen die Parkverwaltungen ihr Budget durch Abholzlizenzen selber erwirtschaften und kämpfen mit vielen Problemen.

## Übersicht
| \| \| |
|       |

|  |

| \| \| |
|       |

|  |

| \| \| |
|       |

|  |

| \| \| |
|       |

|  |